# Prințul Eduard, Duce de York și Albany
Prințul Edward, Duce de York (Edward Augustus; 25 martie 1739 – 17 septembrie 1767), a fost fratele mai mic al regelui George al III-lea al Regatului Unit, al doilea fiu al lui Frederick, Prinț de Wales și al Prințesei Augusta de Saxa-Gotha.